# Dietrichschlag (Gemeinde Bad Leonfelden)
Dietrichschlag ist eine Katastralgemeinde und Ortschaft in der Stadtgemeinde Bad Leonfelden im Mühlviertel in Oberösterreich. Bis 1938 war Dietrichschlag eine eigenständige Gemeinde.

## Geographie
Die Katastralgemeinde Dietrichschlag erstreckt sich über eine Fläche von 827,08 Hektar. Sie gehört zum Zählsprengel Bad Leonfelden-Umgebung. Innerhalb der Katastralgemeinde befinden sich die Ortschaften Dietrichschlag, Elmegg, Langbruck und Schönau.
Zur Ortschaft Dietrichschlag gehören 68 Adressen (Stand: 1. April 2020). Sie umfasst das gleichnamige Dorf Dietrichschlag. Das Dorf liegt im Leonfeldner Hochland und in den Einzugsgebieten des Hailbachs, der Großen Rodl und des Spanbachs. Es handelt sich um ein Reihendorf, das mit dem südlich anschließenden Langzwettl in der Nachbargemeinde Zwettl an der Rodl eine Siedlungskette bildet.

## Geschichte
Dietrichschlag wurde vermutlich im dritten Viertel des 13. Jahrhunderts gegründet. Es wurde im Jahr 1356 urkundlich erwähnt. Der Ortsname stammt vom Personennamen Dietrich und vom mittelhochdeutschen Rodungsnamen slag für ‚Rodung mit der Axt‘.
Dietrichschlag war bis 1938 eine eigenständige Gemeinde. Als deren Bürgermeister amtierten:
- Peter Pirngruber (von 1850 bis 1861)
- Josef Stumpner (von 1861 bis 1882, bestätigt 1870 und 1879)
- Michael Birngruber (von 1882 bis 1928, bestätigt 1894 und 1919)
- Johann Kapl (von 1929 bis 1932)
- Florian Mülleder (von 1932 bis 1938)[9]

Im Jahr 1939 wurde Dietrichschlag in Bad Leonfelden eingemeindet.

## Kultur und Sehenswürdigkeiten

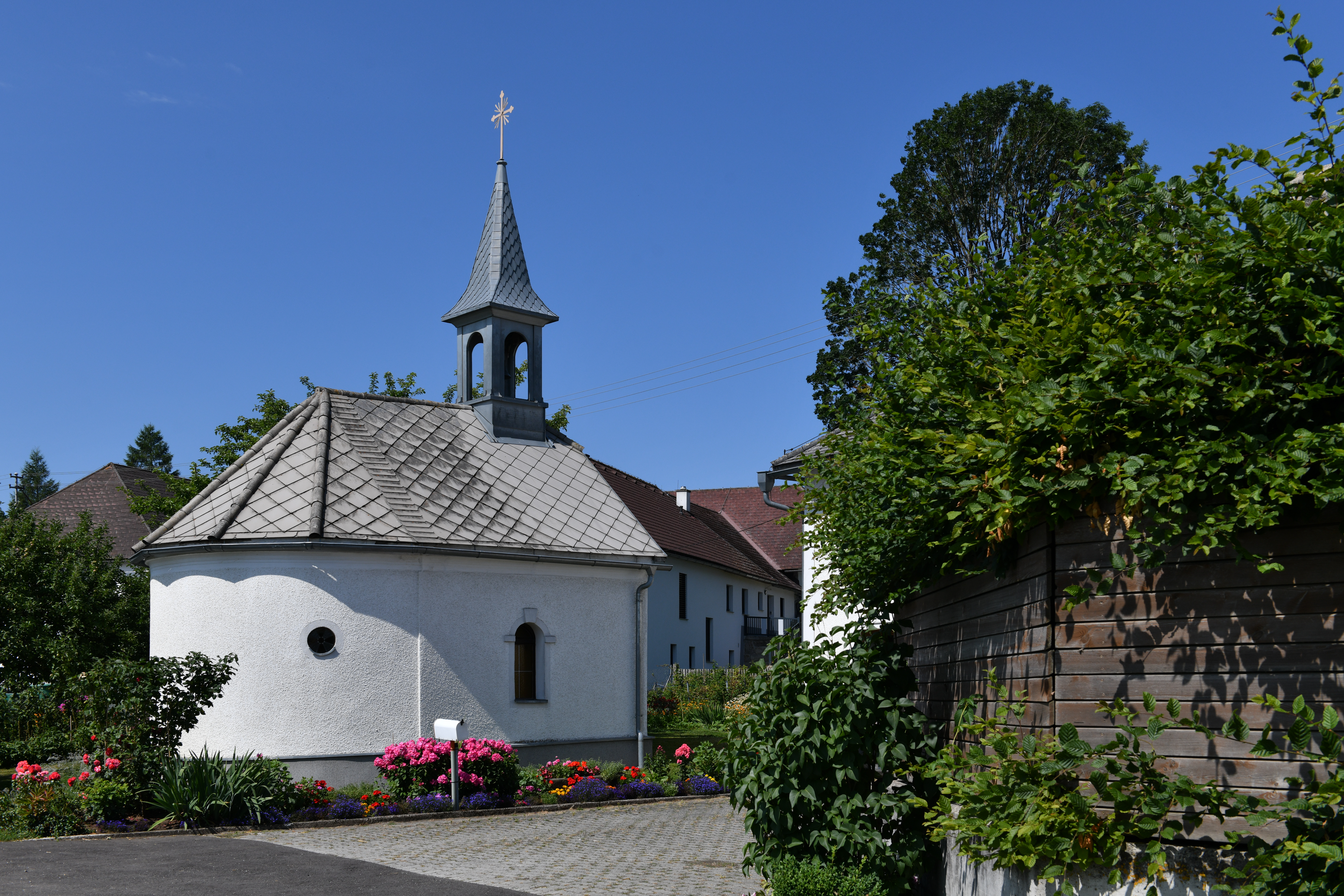
Kapelle bei Hof Nr. 13

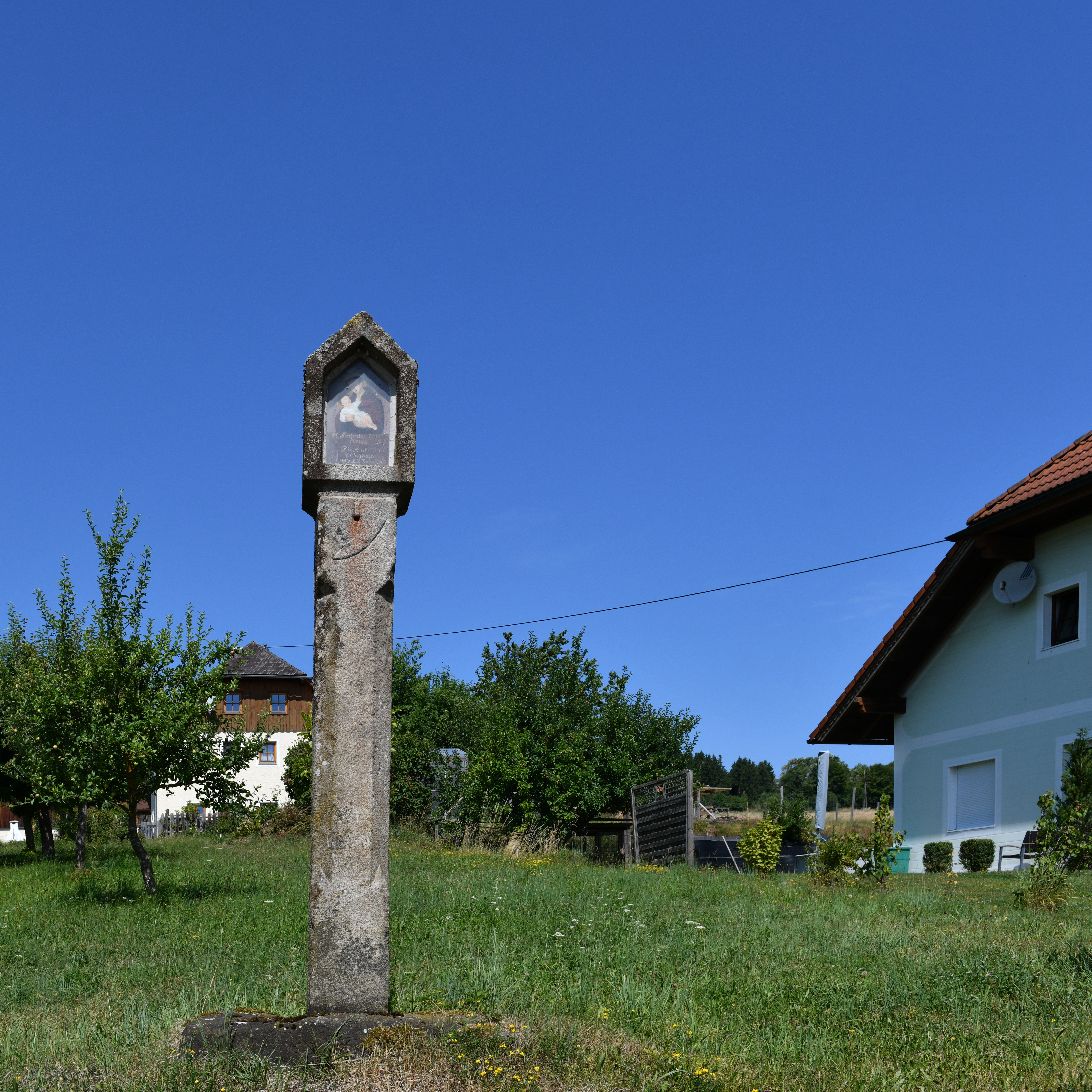
Tabernakelsäule

Vor dem Hof Dietrichschlag Nr. 13 befindet sich eine Kapelle aus dem 19. Jahrhundert mit einem runden Schluss und einem Dachreiter. An der Ortsstraße steht eine spätgotische Tabernakelsäule aus der ersten Hälfte des 16. Jahrhunderts. In ihrem Pfeiler ist ein Pflugmesser eingemeißelt und ein Hinterglasbild zeigt den Heiligen Antonius. Die Säule diente angeblich der Gebietsmarkierung der Gerichtsbarkeit.
Die Bebauung im Dorf Dietrichschlag ist von Dreiseithöfen geprägt, die aus dem 19. Jahrhundert stammen und teilweise stark erneuert wurden. Das Portal des Vierseithofs Dietrichschlag Nr. 3/4 ist mit der Jahreszahl 1903 und das Portal des Vierseithofs Dietrichschlag Nr. 13 mit der Jahreszahl 1865 markiert. Letztgenannter Hof weist zum Teil einen Faschengliederung und im Inneren Tonnen- und Platzlgewölbe auf. Die Fassade des Hofs Dietrichschlag Nr. 17 ist ebenfalls zum Teil durch Faschen gegliedert. Dort gibt es im Hauptgebäude ein Tonnengewölbe und im Wirtschaftstrakt ein Kappengewölbe, ferner sind zwei Rüstbaume vorhanden. Der Hof Dietrichschlag Nr. 19 ist im Steinbloßstil gehalten. Sein Dachstuhl ist mit der Jahreszahl 1813 bezeichnet. Innen gibt es ein Kappengewölbe und im Wirtschaftsgebäude einen geschnitzten Rüstbaum aus dem 19. Jahrhundert. Der Hof Dietrichschlag Nr. 21 ist in Teilen im Steinbloßstil gestaltet. Auf seinem Portal ist die Jahreszahl 1865 zu lesen. Im Stall spannt sich über Steinpfeilern ein Platzgewölbe.
Durch Ortschaft führen mehrere mittelschwere Radtour-Strecken: die 113,8 Kilometer lange Mühlviertler Hochland-Tour / Erwin’s Wadlbeißer-Tour, die 26 Kilometer lange Zwettler Runde und die 19,1 Kilometer lange Brunnwald-Runde.

## Infrastruktur

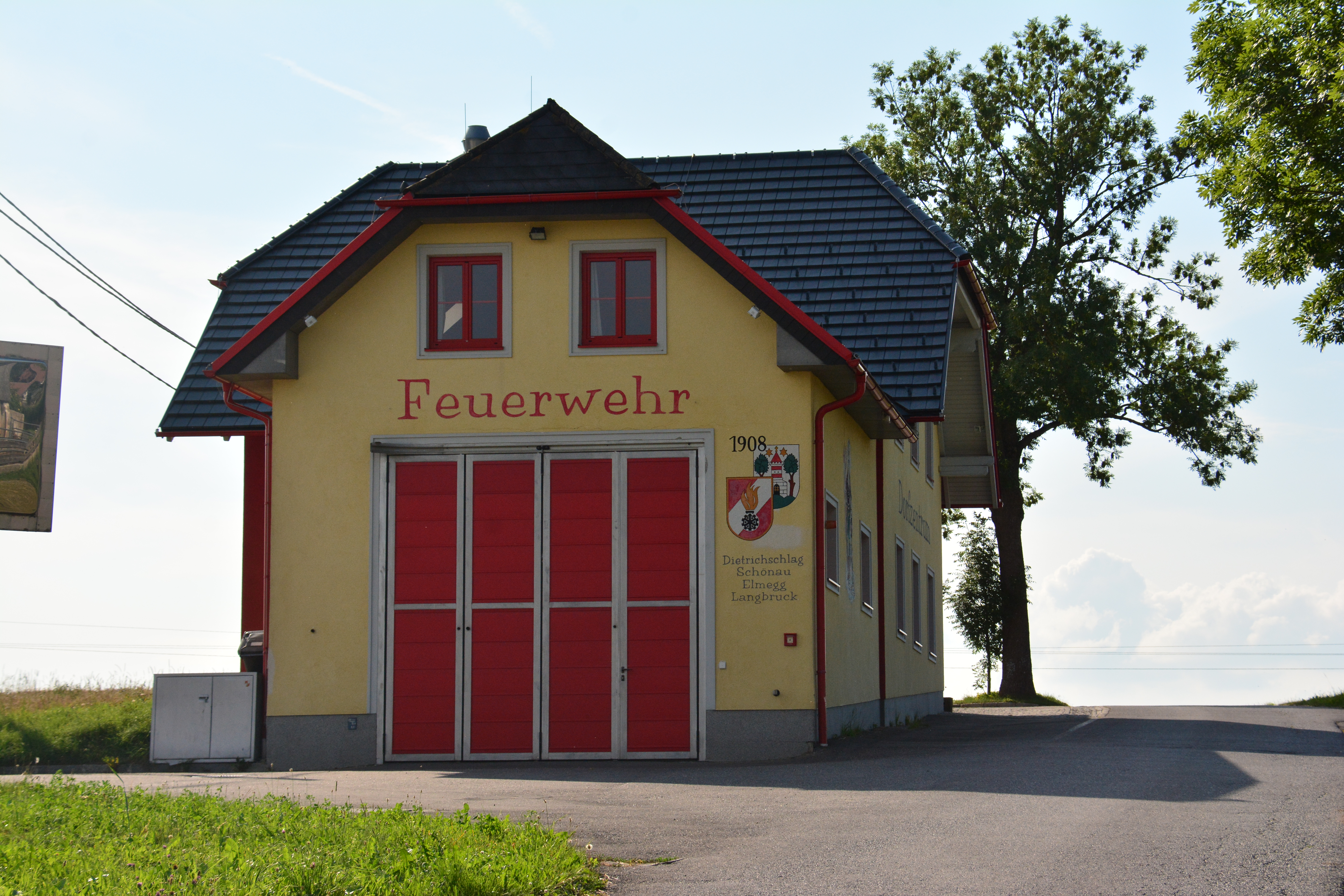
Feuerwehrhaus und Dorfzentrum Dietrichschlag (2018)

Die Freiwillige Feuerwehr Dietrichschlag wurde 1908 gegründet. Das von 1985 bis 1986 erbaute Feuerwehrhaus wurde in den Jahren 2006 bis 2007 durch ein neues Feuerwehrhaus in Verbindung mit einem Dorfzentrum ersetzt.